# Ulrich Heinen
Ulrich Heinen (* 1960 in Köln) ist ein deutscher Kunsthistoriker, Professor für Gestaltungstechnik und Kunstgeschichte sowie Experte für die Kunstgeschichte der Frühen Neuzeit, insbesondere für das Werk von Peter Paul Rubens.

## Biographie
Nach dem Abitur am Apostelgymnasium in Köln studierte Ulrich Heinen Kunstpädagogik, Chemie und Erziehungswissenschaften an der Gesamthochschule Wuppertal. 1989 legte er das Erste Staatsexamen für die Sekundarstufen I und II in den Fächern Kunst und Chemie, 1991 folgte das Zweite Staatsexamen. Anschließend war er bis 2000 Studienrat für Kunst und Chemie in Köln und Hürth. Zudem studierte er Kunstgeschichte, Philosophie und Pädagogik an der Universität zu Köln, wo er 1994 in Kunstgeschichte mit den Nebenfächern Philosophie und Pädagogik promoviert wurde. Seine Dissertation verfasste er zu „Rubens zwischen Predigt und Kunst. Der Hochaltar für die Walburgenkirche in Antwerpen“.
An der Bergischen Universität Wuppertal nahm Heinen ab 1988 künstlerische Lehraufträge wahr und am Kunsthistorischen Institut der Universität zu Köln ab 1997 sowohl künstlerische als auch kunsthistorische Lehraufträge. Im Jahr 2000 wurde er Professor für „Grundlagen der Gestaltungstechnik und ihre Didaktik“ an der Bergischen Universität Wuppertal mit Schwerpunkten unter anderem in den Bereichen Mediendesign, Designtheorie, Farbtheorie, Farb- und Raumgestaltung sowie Ästhetische Erziehung.
2005 wurde die Denomination seiner Professur an der Bergischen Universität Wuppertal zu „Gestaltungstechnik und Kunstgeschichte“ erweitert. 2013/2014 nahm er eine Forschungs-Gastprofessur im DFG-Sonderforschungsbereich „Helden – Heroisierung – Heroismen“ an der Albert-Ludwigs-Universität Freiburg wahr.
Von 2007 bis 2018 war er Dekan der Fakultät für Design und Kunst. Zudem war er von 2006 bis 2019 als Gründungssprecher des Vorstandes der School of Education und als Vorsitzender des Gemeinsamen Studienausschusses für die Koordination der Lehrerbildung der Bergischen Universität Wuppertal zentral verantwortlich. Er leitete zahlreiche Forschungsprojekte in der Kunstgeschichte, der Kunstpädagogik und der Lehrerbildung.
Heinen ist Autor zahlreicher Publikationen u. a. zu Kunstgeschichte der Frühen Neuzeit, Designtheorie, Mediendesign, historischer Kunstlehre und Kunstpädagogik.

## Wissenschaftliche Funktionen (Auswahl)
- 2003–2013: Mitglied und ab 2008 Vorsitzender des Komitees des Arbeitskreises für Barockforschung der Herzog-August-Bibliothek Wolfenbüttel
- seit 2007: Gründungsmitglied des Internationalen Arbeitskreises für Auslegungs- und Mediengeschichte der Bibel (Universität Erfurt)
- seit 2011: Mitglied des Fachvorstandes von Bazon Brocks Denkerei, Berlin
- seit 2014: Mitglied des wissenschaftlichen Beirates von „Sprache für die Form. Forum für Design und Rhetorik“
- seit 2014: Sprecher der Arbeitsgruppe „Kunstgeschichte in der Kunstpädagogik“ im BDK – Fachverband für Kunstpädagogik e.V.
- 2014–2019: assoziiertes Mitglied und seit 2019 Kooperationspartner des DFG-Graduiertenkollegs „Interkonfessionalität in der Frühen Neuzeit“ an der Universität Hamburg
- seit 2018: Mitglied des Vorstands, seit 2021 Vorsitzender des Landesverbandes NRW im BDK – Fachverband für Kunstpädagogik e.V.
- seit 2019: Mitglied des DFG-Graduiertenkollegs „Dokument – Text – Edition“ an der Bergischen Universität Wuppertal
- seit 2020: Vorsitzender der Fachgesellschaft für Kunstdidaktik und Kunstpädagogik (KFG)

Quelle

## Schriften (Auswahl)
Kunstpädagogik / Kunstgeschichte
- Bildrhetorik der Frühen Neuzeit – Gestaltungstheorie der Antike. Paradigmen zur Vermittlung von Theorie und Praxis im Design. In: Gesche Joost, Arne Scheuermann (Hrsg.): Design als Rhetorik. Grundlagen, Positionen, Fallstudien. Birkäuser, Basel 2008, ISBN 978-3-7643-8345-9, S. 143–189.
- Malen mit verschränkten Armen – Zur Bildung der produktiven Imagination in der tradierten Kunstlehre. Ein kunsthistorischer Beitrag zur Grundlegung des Faches Kunst. In: Hubert Sowa, Alexander Glas, Monika Miller (Hrsg.): Bildung der Imagination, Bd. 2: Bildlichkeit und Vorstellungsbildung in Lernprozessen. Athena, Oberhausen 2014, ISBN 978-3-89896-554-5, S. 169–232.
- als Hrsg. mit Alexander Glas, Jochen Krautz, Monika Miller, Hubert Sowa, Bettina Uhlig: Kunstunterricht verstehen. Schritte zu einer systematischen Theorie und Didaktik der Kunstpädagogik. kopaed, München 2015, ISBN 978-3-86736-501-7.
- Leonardo da Vinci. Zeit, Bewegung und Erzählen im Bild. In: Imago. Zeitschrift für Kunstpädagogik 2017: Erzählen, S. 23–43.
- Figuren – Bausteine der Bild-Erzählung. In: Bettina Uhlig, Gabriele Lieber, Irene Pieper (Hrsg.): Erzählen zwischen Bild und Text (Bd. 2: Narration; IMAGO. Kunst. Pädagogik. Didaktik. Schriftenreihe IMAGO – Forschungsverbund Kunstpädagogik, Bd. 6). kopaed, München 2019, ISBN 978-3-86736-506-2, S. 69–102.
- Subjektivität und Objektivität im Denkraum Kunstunterricht. Zur methodischen Einheit der Bildinterpretation. In: Martina Ide, Klaus-Gereon Beuckers (Hrsg.): Denkraum Kunstunterricht. kopaed, München 2021, ISBN 978-3-96848-046-6, S. 143–193.
- Europa-Bilder als tragischer Ursprung des Kontinents. Einen Migrationsmythos transkulturell wahrnehmen. In: Constanze Kirchner, Nicola Pauli, Ernst Wagner (Hrsg.): Transkulturelle Bildwelten – multiperspektivische Zugänge im Kunstunterricht. Praxisbeispiele und konzeptionelle Überlegungen. kopaed, München 2023, ISBN 978-3-96848-111-1, S. 197–225.

Lehrerbildung / Gestaltungstechnik
- als Hrsg. mit Michaela Heer: Die Stimmen der Fächer hören. Fachprofil und Bildungsanspruch in der Lehrerbildung. Ferdinand Schöningh, Paderborn 2019, ISBN 978-3-657-79274-0.
- mit Björn Blankenheim: Mediendesign und Designtechnik. Eine berufliche Fachrichtung nach Landesrecht in bundesweiter Perspektive. In: Jörg-Peter Pahl, Volkmar Herkner (Hrsg.): Handbuch Berufliche Fachrichtungen. Bertelsmann, Bielefeld 2010, ISBN 978-3-7639-4217-6, S. 783–796.

Kunstgeschichte (Buchpublikationen)
- Rubens zwischen Predigt und Kunst. Der Hochaltar für die Walburgenkirche in Antwerpen. Verlag und Datenbank für Geisteswissenschaften, Weimar 1996 (Diss. Köln 1994), ISBN 978-3-929742-86-2.
- als Hrsg. mit Andreas Thielemann: Rubens Passioni. Kultur der Leidenschaften im Barock. Vandenhoeck & Ruprecht, Göttingen 2001, ISBN 978-3-525-47902-5.
- als Hrsg. mit Nils Büttner: Rubens. Barocke Leidenschaften. Ausstellungskatalog Herzog Anton Ulrich-Museum Braunschweig 2004. Hirmer, München 2004, ISBN 3-7774-2165-0.
- als Hrsg. mit Johann Anselm Steiger et al.: Passion, Affekt und Leidenschaft in der Frühen Neuzeit. Akten des 11. Jahrestreffen des Wolfenbütteler Arbeitskreises für Barockforschung in der Herzog August Bibliothek Wolfenbüttel 2003. Harrassowitz, Wiesbaden 2005, ISBN 3-447-05336-4.
- als Mitautor und Hrsg. mit Johann Anselm Steiger: Isaaks Opferung (Genesis 22) in den Konfessionen und Medien der Frühen Neuzeit. Akten des Interdisziplinären Symposions in der Johannes a Lasco Bibliothek Emden 2005. De Gruyter, Berlin/New York 2006, ISBN 3-11-019117-2.
- als Hrsg.: Welche Antike? – Konkurrierende Rezeptionen des Altertums im Barock. Akten des 12. Jahrestreffens des Wolfenbütteler Arbeitskreises für Barockforschung Kongreß in der Herzog August Bibliothek Wolfenbüttel, 2006, 2 Bde. Harrassowitz, Wiesbaden 2011, ISBN 978-3-447-06405-7.
- als Hrsg. mit Nils Büttner: Rubens-Online. Quellen und Dokumente zu Leben, Werk und literarischen Bezügen des Malers, Unternehmers und Diplomaten Peter Paul Rubens (1577–1640). Wolfenbüttel: Herzog August Bibliothek, 2011
- mit Elizabeth Honig: Peter Paul Rubens (Oxford Bibliographies in Art History, hrsg. von Thomas DaCosta Kaufmann). New York 2020, doi:10.1093/OBO/9780199920105-0156

### Kunstgeschichte (Aufsätze)
- Friedenssehnsucht als Antrieb der europäischen Weltfriedenskriegskultur. Ausstellungsskizze für ein Janusmuseum. In: Bazon Brock (Hrsg.): Kultur + Strategie. Kunst + Krieg. Die Zivilisierung der Kulturen. (online im Internet Archive)
- Emotionales Bild-Erleben in der Frühen Neuzeit. In: Manfres Engel, Rüdiger Zymner (Hrsg.): Anthropologie der Literatur. Poetogene Strukturen und ästhetisch-soziale Handlungsfelder. Mentis, Paderborn 2004, ISBN 3-89785-451-1, S. 356–383.
- Rubens' Garten und die Gesundheit des Künstlers. In: Wallraf-Richartz-Jahrbuch 65, 2004, S. 71–182.
- Türkenkrieg und frühe Oper – Rubens in Mantua 1601/1602. In: Susanne Rode-Breymann (Hrsg.): Krieg und Frieden in der Musik (=Ligaturen. Musikwissenschaftliches Jahrbuch der Hochschule für Musik und Theater Hannover 1). Olms, Hildesheim 2007, ISBN 978-3-487-13395-9, S. 133–169.
- Zur bildrhetorischen Wirkungsästhetik im Barock. Ein Systematisierungsversuch nach neurobiologischen Modellen. In: Joachim Knape (Hrsg.): Bildrhetorik. Koerner, Baden-Baden 2007 (=Saecvla Spiritalia 45), ISBN 978-3-87320-445-4, S. 113–158.
- Komponieren im Affekt. Vergil – Monteverdi – Rubens. In: Klaus Herding, und Antje Krause-Wahl (Hrsg.): Wie sich Gefühle Ausdruck verschaffen. Emotionen in Nahsicht. Driesen, Taunusstein 2007, ISBN 978-3-86866-076-0, S. 161–188.
- Text- und Bild-Formen neostoischen Wissens von den Leidenschaften. In: Werner Oechslin (Hrsg.): Wissensformen. gta-Verlag, Zürich 2008, ISBN 978-3-85676-231-5, S. 194–219.
- Rubens' Bilddiplomatie im Krieg. In: Matthias Rogg, Jutta Nowosadtko (Hrsg.): Mars und die Musen. Das Wechselspiel von Militär, Krieg und Kunst in der Frühen Neuzeit. Lit, Münster 2008, ISBN 978-3-8258-9809-0, S. 151–178.
- Mars und Venus. Die Dialektik von Krieg und Frieden in Rubens' Kriegsdiplomatie. In:  Birgit Emich, Gabriela Signori (Hrsg.): Kriegs / Bilder in Mittelalter und Früher Neuzeit (= Zeitschrift für Historische Forschung, Beiheft 42). Duncker & Humblot, Berlin 2009, ISBN 978-3-428-12944-7, S. 237–275.
- Kunstgeschichte als Funktion populistischer Ideologie. Max Rooses (1839–1914) – Kunsthistoriker und „Führer im flämischen Lager“. In: Joseph Imorde, Sybille Ebert-Schifferer  (Hrsg.): Die Tiefe der Oberfläche. Populäre Kunstgeschichte als Problem (kritische berichte 1, 2009), S. 55–94.
- Argument – Kunst – Affekt. Bildverständnisse einer Kunstgeschichte der Frühen Neuzeit. In: Helmut Neuhaus  (Hrsg.): Die Frühe Neuzeit als Epoche (Historische Zeitschrift, Beihefte N.F. 49). De Gruyter – De Gruyter Oldenbourg, Berlin, München und Boston 2009, ISBN 978-3-11-065083-9, S. 165–234.
- Stoisch trauern. Bewältigungsstrategien bei Peter Paul Rubens. In:  Ralf Georg Bogner, Johann Anselm Steiger, Ulrich Heinen (Hrsg.): Leichabdankung und Trauerarbeit. Zur Bewältigung von Tod und Vergänglichkeit im Zeitalter des Barock. Akten der Tagung in der Johannes a Lasco-Bibliothek Emden 23. – 25.8.2007 (Daphnis 2009). Rodopi, Amsterdam und New York 2009, ISBN 978-90-420-3028-2, S. 119–180.
- Stoisch Sterben lernen – Rubens’ Memorialbild auf Justus Lipsius und Philip Rubens. In:  Katlijne van der Stighelen et al. (Hrsg.): Pokerfaced. Flemish and Dutch Baroque Faces Unveiled. Brepols, Turnhout 2010, ISBN 978-2-503-52564-8, S. 25–68.
- Concettismo und Bilderleben bei Marino und Rubens. In: Christiane Kruse, Rainer Stillers (Hrsg.): Barocke Bildkulturen. Dialog der Künste in Giovan Battista Marinos „Galeria“. Harrassowitz, Wiesbaden 2013, ISBN 978-3-447-06628-0, S. 349–398.
- Antwerpen am Euphrat verteidigen. Rubens malt für Europa. Zur Vielfalt des frühneuzeitlichen Orientalismus. In: Eckhard Leuschner, Thomas Wünsch (Hrsg.): Das Bild des Feindes. Konstruktionen von Antagonismen und Kulturtransfer im Zeitalter der Türkenkriege. Ostmitteleuropa, Italien und Osmanisches Reich. Gebr. Mann, Berlin 2013, ISBN 978-3-7861-2684-3, S. 355–447.
- Rubens mit verschränkten Armen (William Sanderson, Graphice, 1658). Zur Begründung einer Kunstpädagogik der Phantasie im Barock. In: Valeska von Rosen, David Nelting, Jörn Steigerwald (Hrsg.): Poiesis. Praktiken der Kreativität in den Künsten der Frühen Neuzeit. Diaphanes, Zürich/Berlin 2013, ISBN 978-3-03734-430-9, S. 327–375.
- Die Erfindung des Barocktriptychons. Rubens’ Aktualisierung des Wandelbildes. In: David Ganz, Marius Rimmele  (Hrsg.): Klappeffekte. Faltbare Bildträger in der Vormoderne. Berlin 2016, ISBN 978-3-496-01554-3, S. 337–365.
- Der Stil des Politischen. Das zivile Leben als sein Grund, sein Merkmal und seine Norm um 1600. In:  Dietrich Erben, Christine Tauber (Hrsg.): Politikstile und die Sichtbarkeit des Politischen in der Frühen Neuzeit (Veröffentlichungen des Zentralinstituts für Kunstgeschichte in München 39). Dietmar Klinger Verlag, Passau 2016, ISBN 978-3-86328-146-5, S. 129–156.
- Heroische Re-Formation. Sichtbarkeit als Heldentat in Rubens' 'Auferstehung Christi'. In: Achim Aurnhammer, Johann Anselm Steiger (Hrsg.): Christus als Held und seine heroische Nachfolge. Zur imitatio Christi in der Frühen Neuzeit. De Gruyter, Berlin 2020, ISBN 978-3-11-068345-5, S. 563–597.
- Gottes Selbstoffenbarung – Ursache und Versöhnung konfessioneller Medienkonflikte. Artus Wolfforts Heilige Dreifaltigkeit als metamediale Reflexion. In: Kai Merten, Claus-Michael Ort  (Hrsg.): Konfessionspolitik und Medien in Europa 1500–1700. Konflikte, Konkurrenzen, Theorien. De Gruyter – De Gruyter Oldenbourg, Berlin und Boston 2021, ISBN 978-3-11-072525-4, S. 250–268.